# ヒナアンズタケ
ヒナアンズタケ（雛杏子茸、学名: Cantharellus minor）は、ハリタケ科アンズタケ属の小型のキノコ（菌類）。和名はアンズタケの仲間のキノコで、「ヒナ（雛）」は小さいという意味。全体が鮮やかな黄色で、傘の縁が非規則に波打つのが特徴。可食とされる食用キノコ。

## 分布・生態
日本各地を含む東アジア、北アメリカなどに分布する。
夏から秋にかけて、マツ林をはじめ、各種林内の地上に発生する。樹木が多い公園や庭園など身近なところにも生える。

## 形態
子実体は傘と柄からなり、全体が鮮やかな黄色になる。小型で傘の径は0.5 - 3センチメートル (cm) 、大きなものでは4 cmになる。はじめまんじゅう形、のちに扁平に開いて漏斗状になる。傘の上面はなめらかで鮮黄色、傘周縁部は不規則に波打って変形することが多い。傘裏のヒダは黄白色、厚みがあって疎らに配列し、柄に向かって長く伸びて垂生する。
柄は長さ1 - 2 cm、太さ2 - 4ミリメートル (mm) の円柱状、表面は傘上面と同色。肉は薄く、黄色を帯びる。アンズタケ属のキノコであるが、本種はアンズタケのようなアンズ臭がほとんどしない。可食とされるが、本種は食用的な価値はほとんど見いだせられてはいない。
キノコを構成する菌糸は一菌糸型で、菌糸はクランプを有する。担子胞子は大きさ7.5 - 10 × 4.5 - 6マイクロメートル (μm) の楕円形、非アミロイド性。胞子紋は帯黄色。

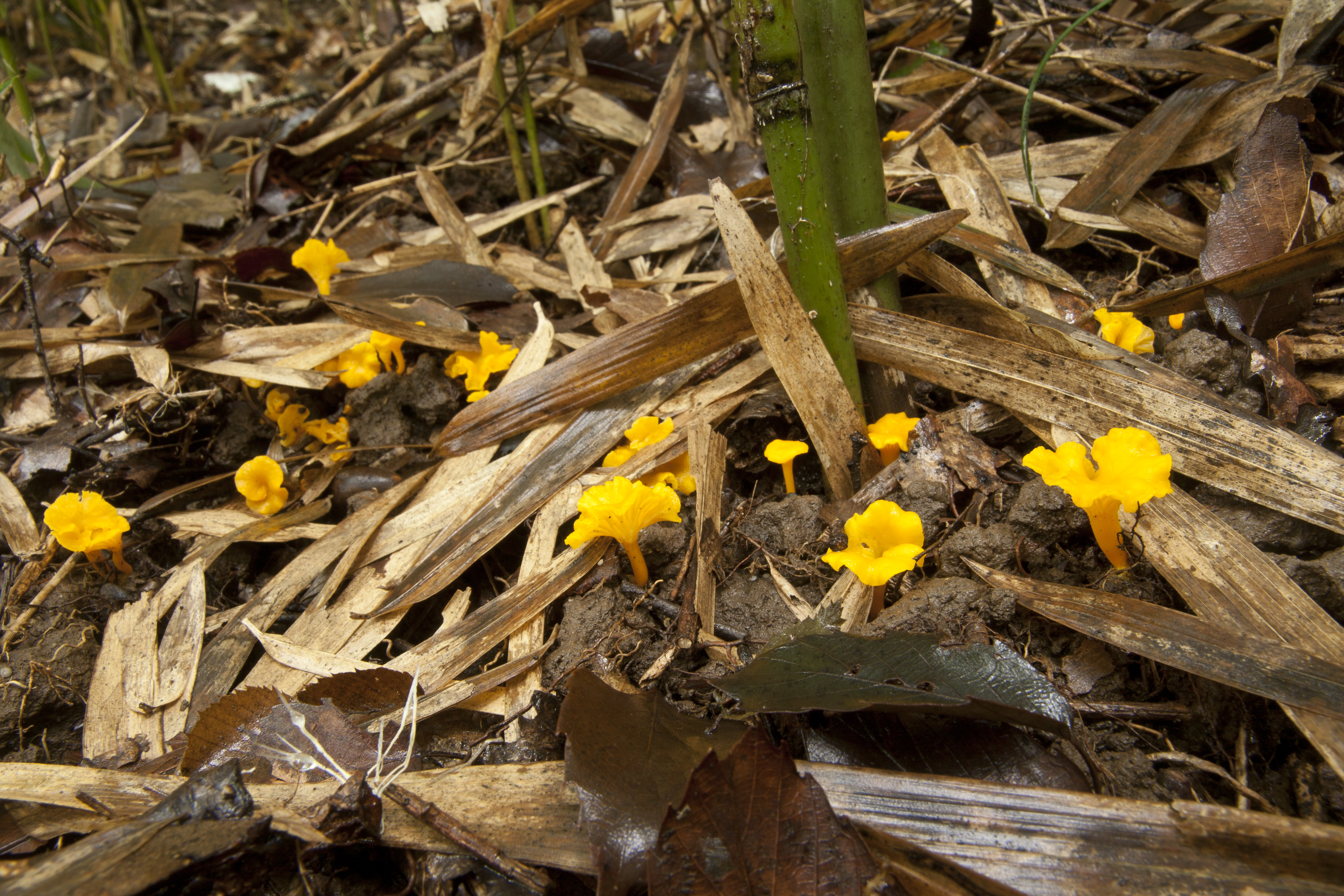
地上に群生したヒナアンズタケ
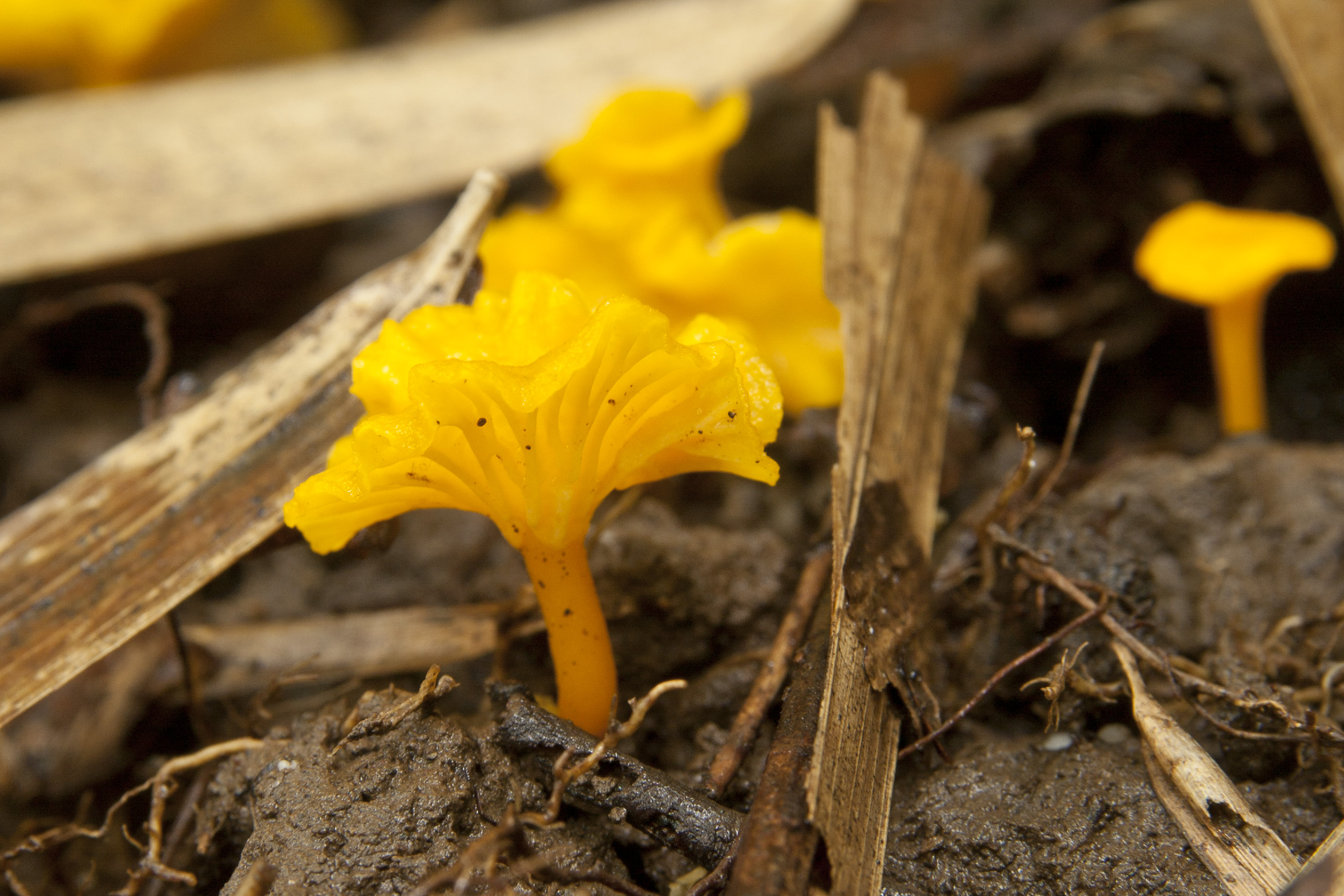
全体が鮮黄色、ヒダは疎ら
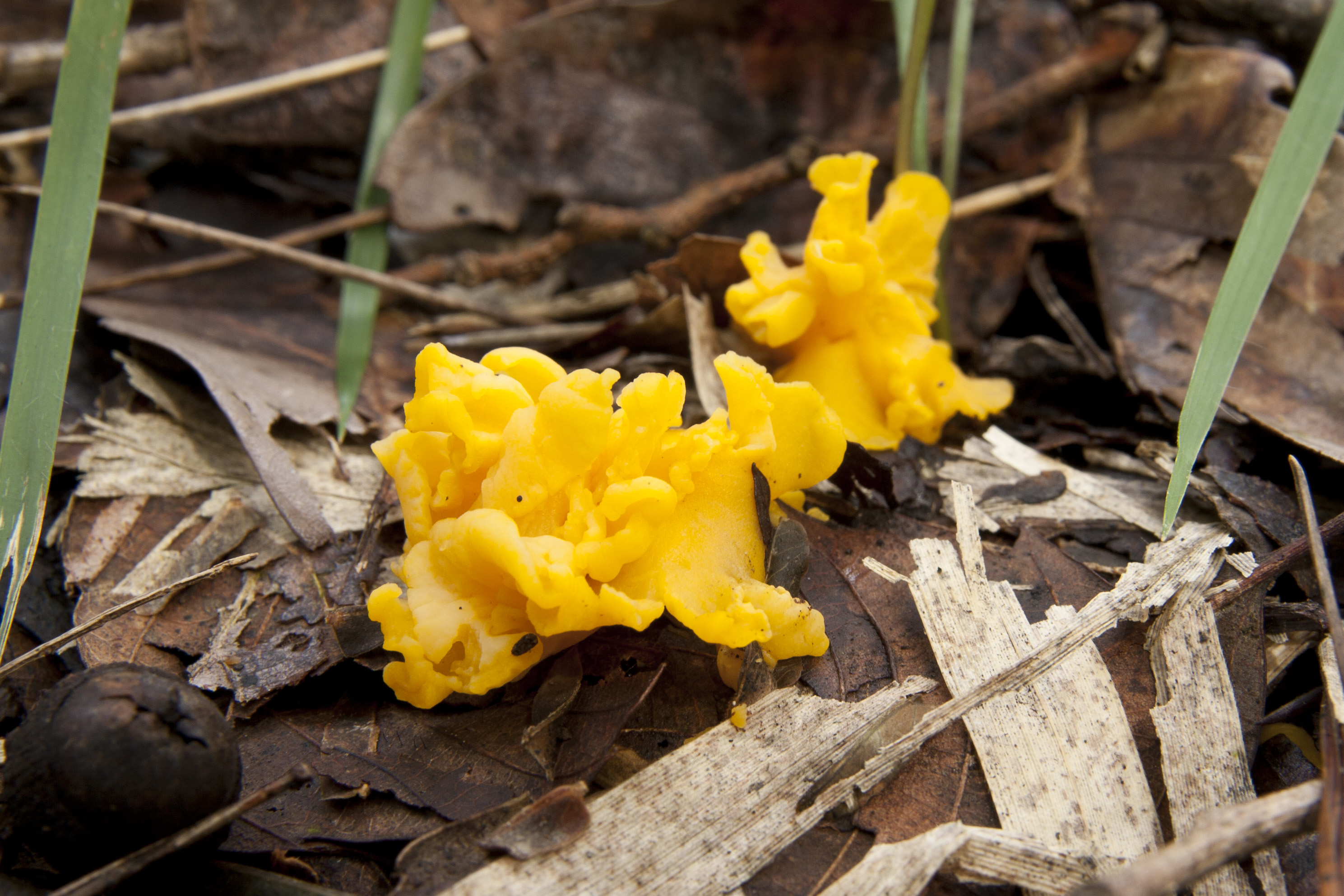
傘の縁が不規則に波打つこともある